# リーフェン・ファン・ラテム
リーフェン・ファン・ラテム（Lieven van Lathem、 1430年ころ – 1493年）は15世紀後半にヘントやブルージュ、アントウェルペンで働いた、画家、写本彩飾家である。

## 略歴
ヘントに住むフランドルの Laethem-Sainte-Marieの出身の一族に生まれた。父親は画家であったとする文献もある。1492年に54歳であったという文献から生年は1438年ころと推定されている。1454年10月末にはヘントの聖ルカ組合に画家として登録されている。
1456年からブルゴーニュ公、フィリップ3世のもとで働き、ブルゴーニュ公を継承したシャルル（在位1467年-1477年）のもとでも働いたと考えられている。ブルゴーニュでは、ブルゴーニュ公の廷臣で、多くの美麗な装飾写本をつくらせたルイ・ド・グルートゥーズ(Louis de Gruuthuse) のために祈祷書を彩飾し、フィリップ3世の非嫡子、アントワーヌ(Antoine de Bourgogne)のためにジャン・フロワサールの『年代記』を彩飾した。
金銭上のトラブルでヘントの聖ルカ組合を1459年に退会し、ユトレヒトに住んだ後、1462年にアントウェルペンの聖ルカ組合に加入し、その後はアントウェルペンで活動した。写本彩飾家で書籍商であったジャック・メイステルJacques Meysterの娘と結婚した。
1468年にブルゴーニュ公フィリップとイングランド王エドワード4世の妹マーガレット（マルグリット）の結婚式などのための宮殿の装飾の仕事もした。この頃にはジャック・ダレーやフランク・ファン・デル・ストクト(Vrancke van der Stockt)と並んで、報酬の高い画家の一人になった。アントウェルペンに工房を開き、アントウェルペンの聖ルカ組合の要職を務めた。 1490年から、神聖ローマ帝国皇帝マクシミリアン1世の宮廷画家に任じられた。
息子の一人は金細工師になり、息子のヤーコブ・ファン・ラテム(Jacob van Laethem: 1470–1528)は画家になった。
リーフェン・ファン・ラテムは写本の装飾で知られ、写本装飾画以外も描いたとされるが、作品は伝わっていない。

## 作品

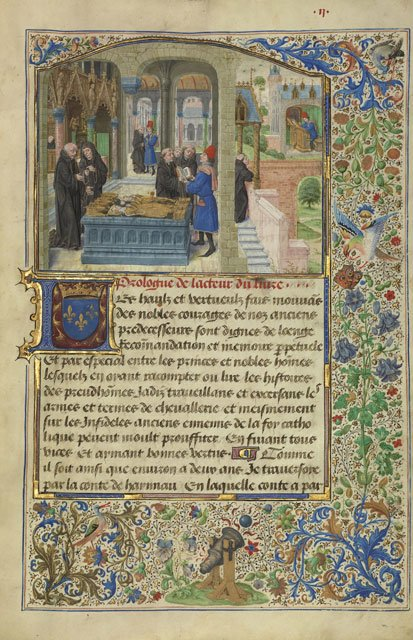
「Romance of Gillion de Trazegnies」の装飾
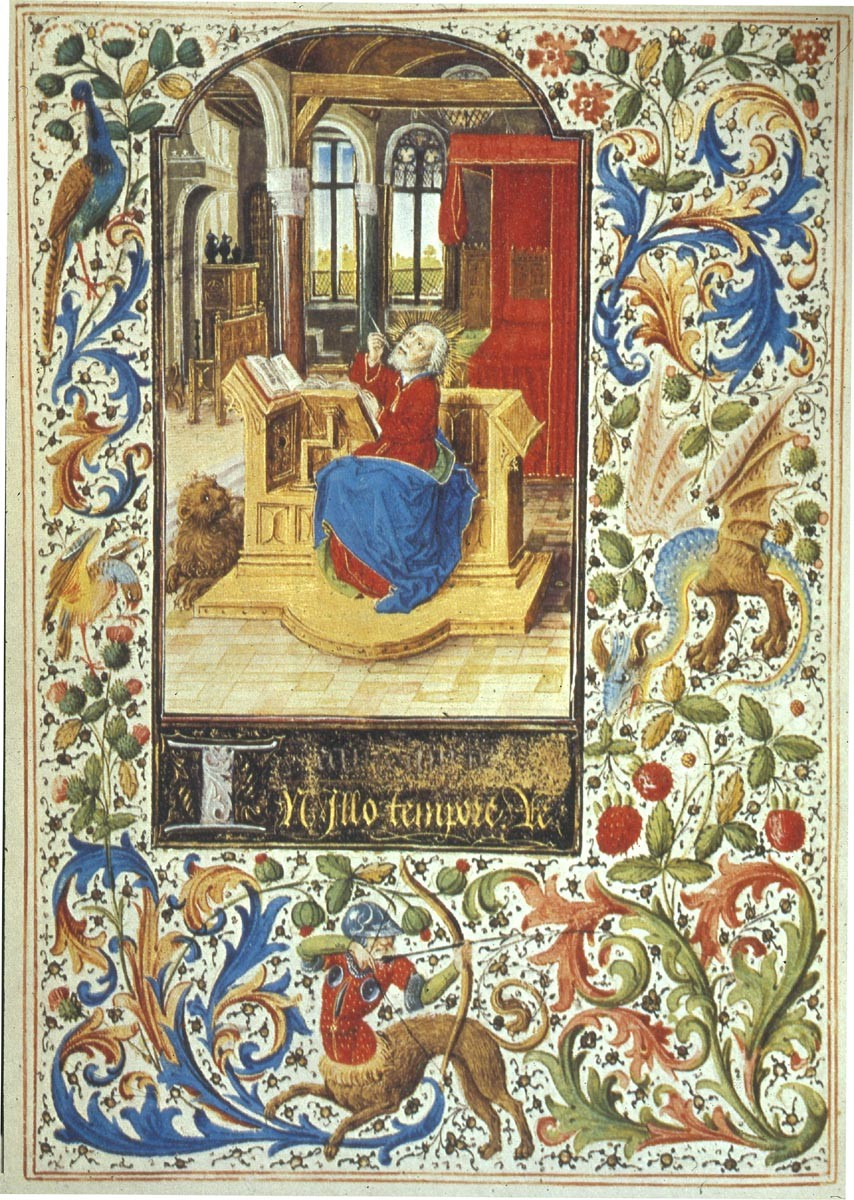
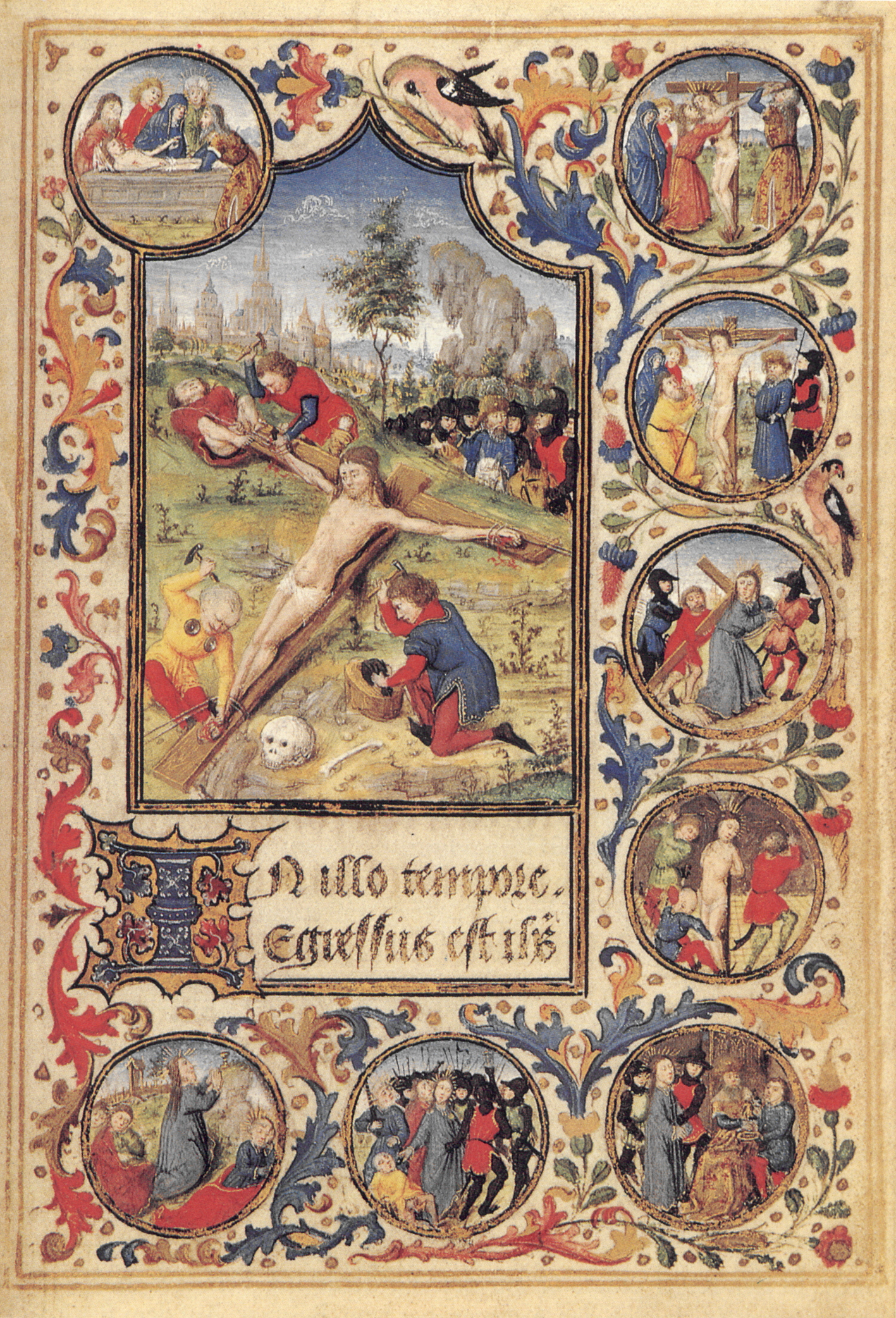
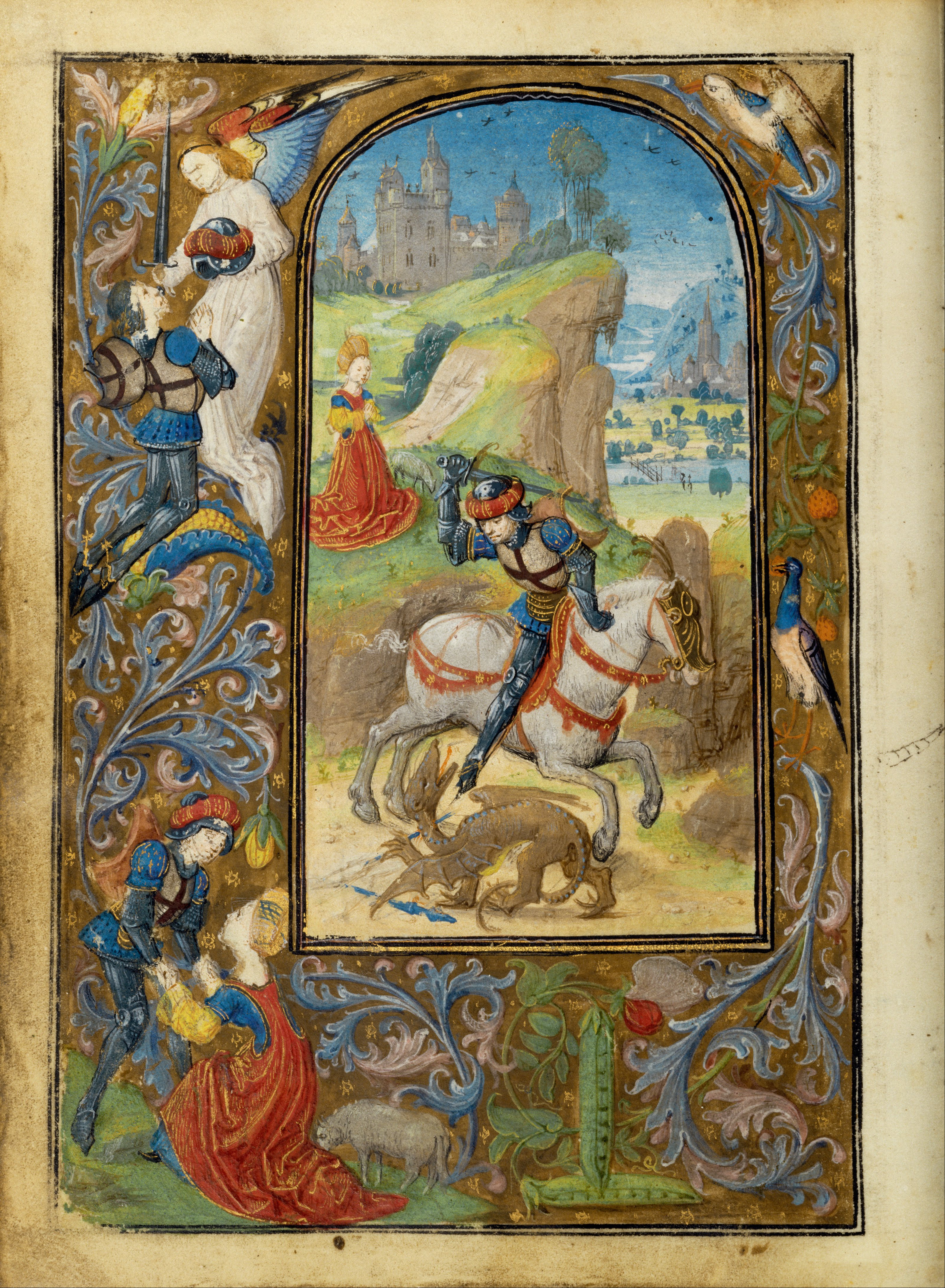
「聖ゲオルギオスと竜」

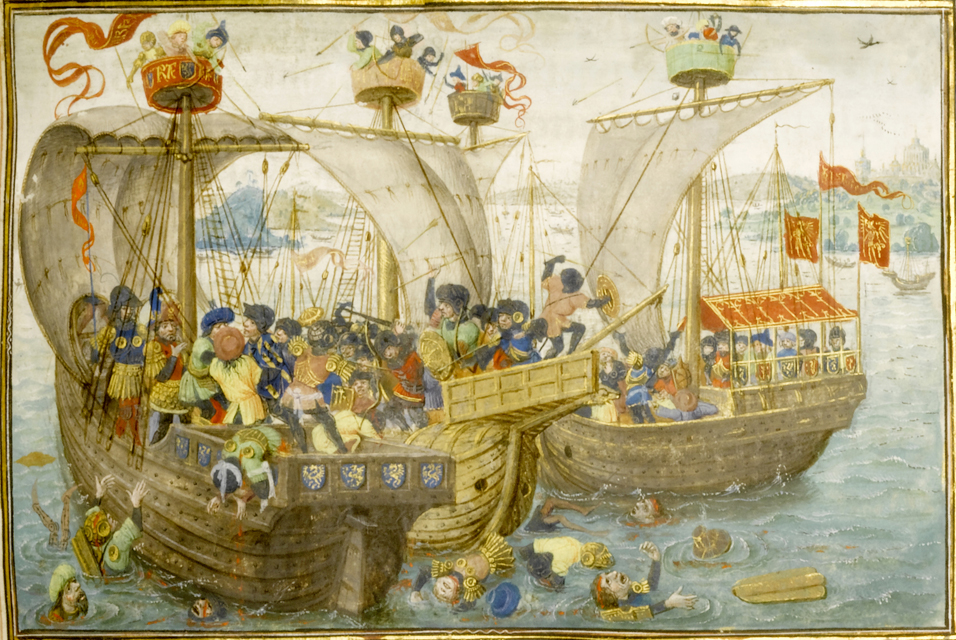
「Romance of Gillion de Trazegnies」の装飾
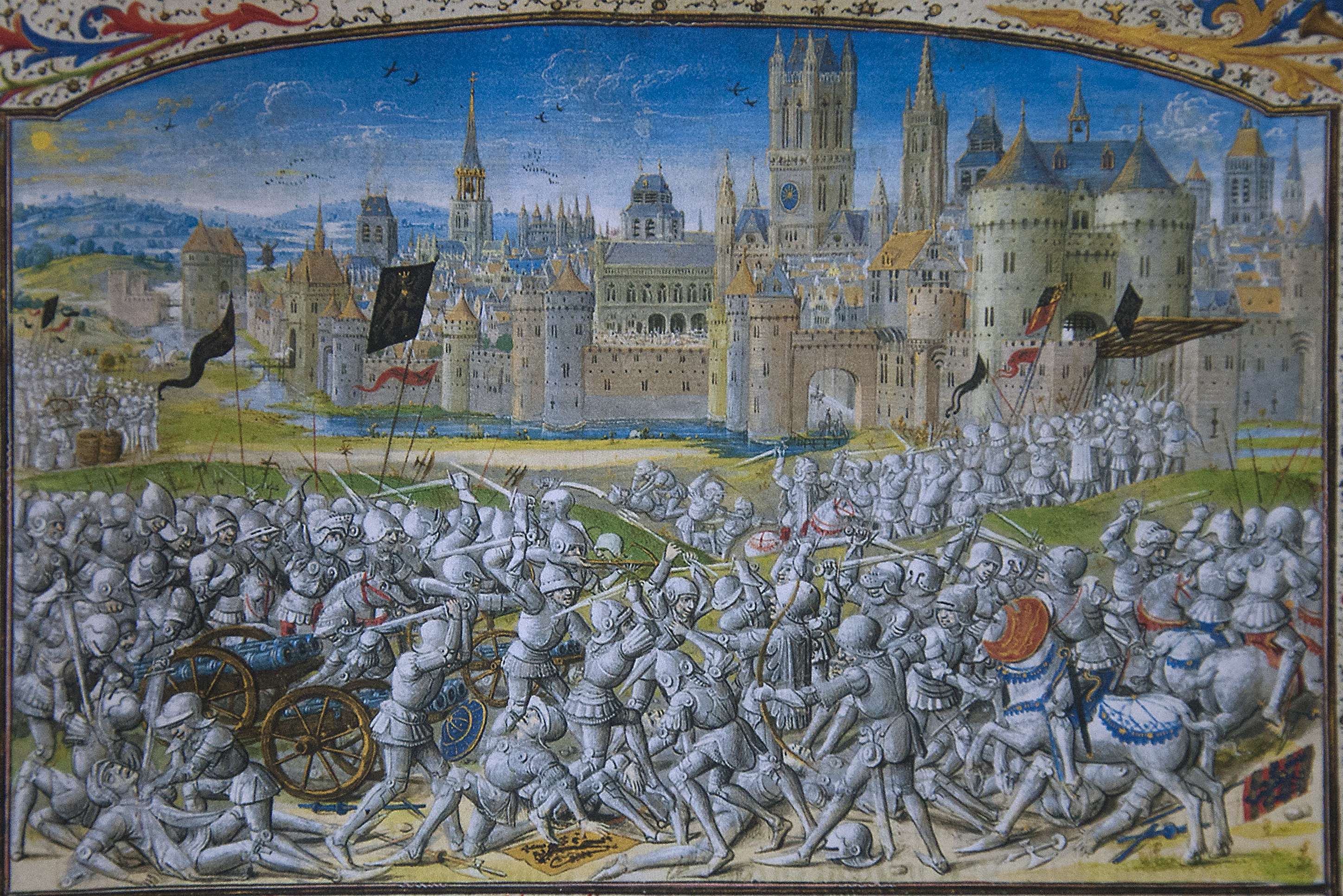
Battle of Beverhoutsveld